# Парламентские выборы в Швейцарии (1902)
Парламентские выборы в Швейцарии проходили 26 октября 1902 года. Количество мест парламента было увеличено со 147 до 167. Свободная демократическая партия сохранили абсолютное большинство в парламенте, получив 100 из 167 мест Национального совета.

## Избирательная система

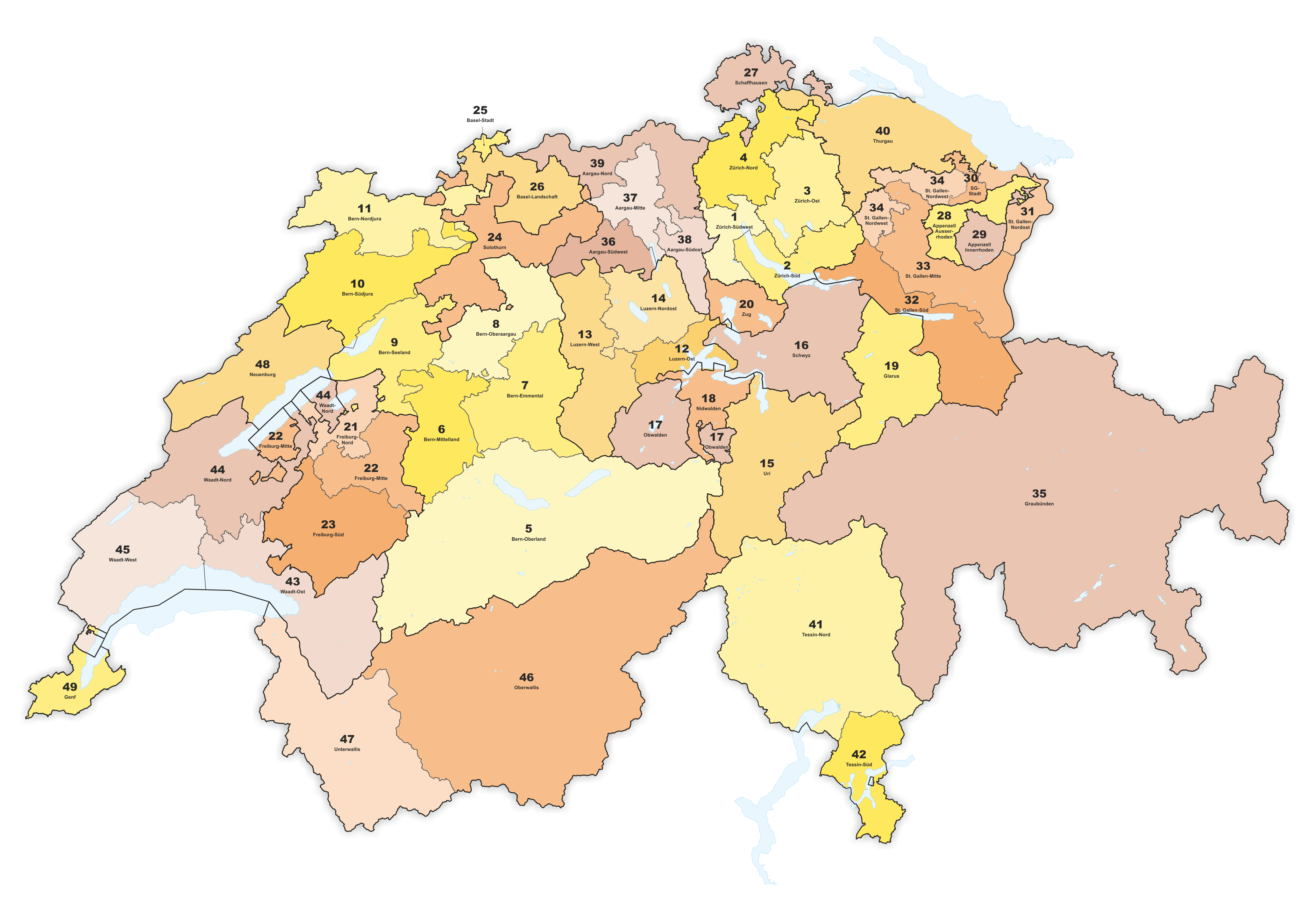
Карта Швейцарии, разделённая на 49 избирательных округа (1902—1908).

167 депутатов Национального совета избирались в 49 одно- и многомандатных округах. Распределение мандатов было пропорционально населению: одно место парламента на 20 тыс. граждан . 
Голосование проводилось по системе в три тура. В первом и втором туре для избрания кандидат должен был набрать абсолютное большинство голосов, в третьем туре достаточно было простого большинства. Каждый последующий тур проводился после исключения кандидата, набравшего наименьшее число голосов. 
Выборы в Национальный совет проходили по новому федеральному закону, принятому 4 июня 1902 года. Количество округов уменьшилось с 52 до 49. После переписи населения 1902 года количество мест парламента было увеличено со 147 до 167 депутатов. Кантон Цюрих получил 5 дололнительных мест, кантоны Базель-Штадт, Берн, Женева, Санкт-Галлен и Во получили на 2 места больше, а кантоны Невшатель, Золотурн, Тичино, Тургау и Вале — на одно место. Референдум 1900 года по введению пропорционального представительства в Национальный совет и прямых выборов в Федеральный совет был отклонён избирателями.

## Результаты

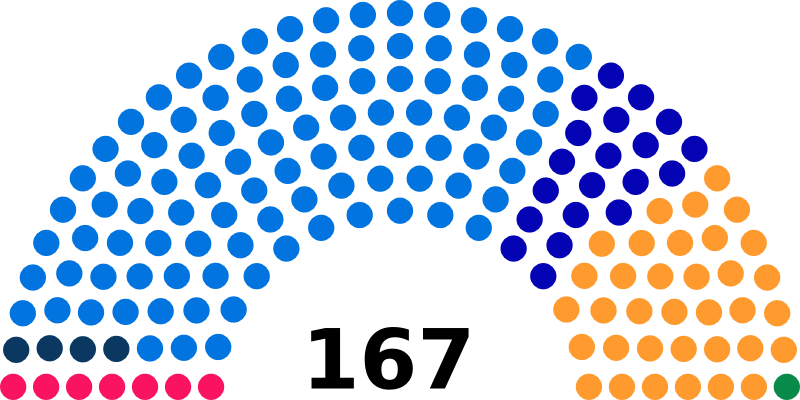
Распределение мест в Национальном совете (1902).

Наивысшая явка была зарегистрирована в кантоне с обязательным голосованием Шаффхаузен (85,8 %). В кантоне Обвальден явка оказалась наименьшей (21,4 %).
|  | Партия                               | Голосов | %    | Мест | +/–   |
|  | Свободная демократическая партия     | 205 235 | 50,4 | 100  | +16   |
|  | Католическая народная партия         | 94 031  | 23,1 | 35   | +3    |
|  | Социал-демократическая партия        | 51 338  | 12,6 | 7    | +3    |
|  | Либеральные центристы                | 34 928  | 8,6  | 20   | 0     |
|  | Демократическая группа               | 15 053  | 3,7  | 4    | –3    |
|  | Бернская народная партия             | 6737    | 1,7  | 1    | новая |
|  | Прочие                               | 6737    | 1,7  | 0    | 0     |
|  | Недействительных/пустых бюллетеней   | 24 348  | –    | –    | –     |
|  | Всего                                | 431 670 | 100  | 167  | +20   |
|  | Зарегистрированных избирателей/ Явка | 760 252 | 56,8 | –    | –     |
|  | Источник: BFS                        |         |      |      |       |